# Zdobnictwo drewnianych domów na Podlasiu

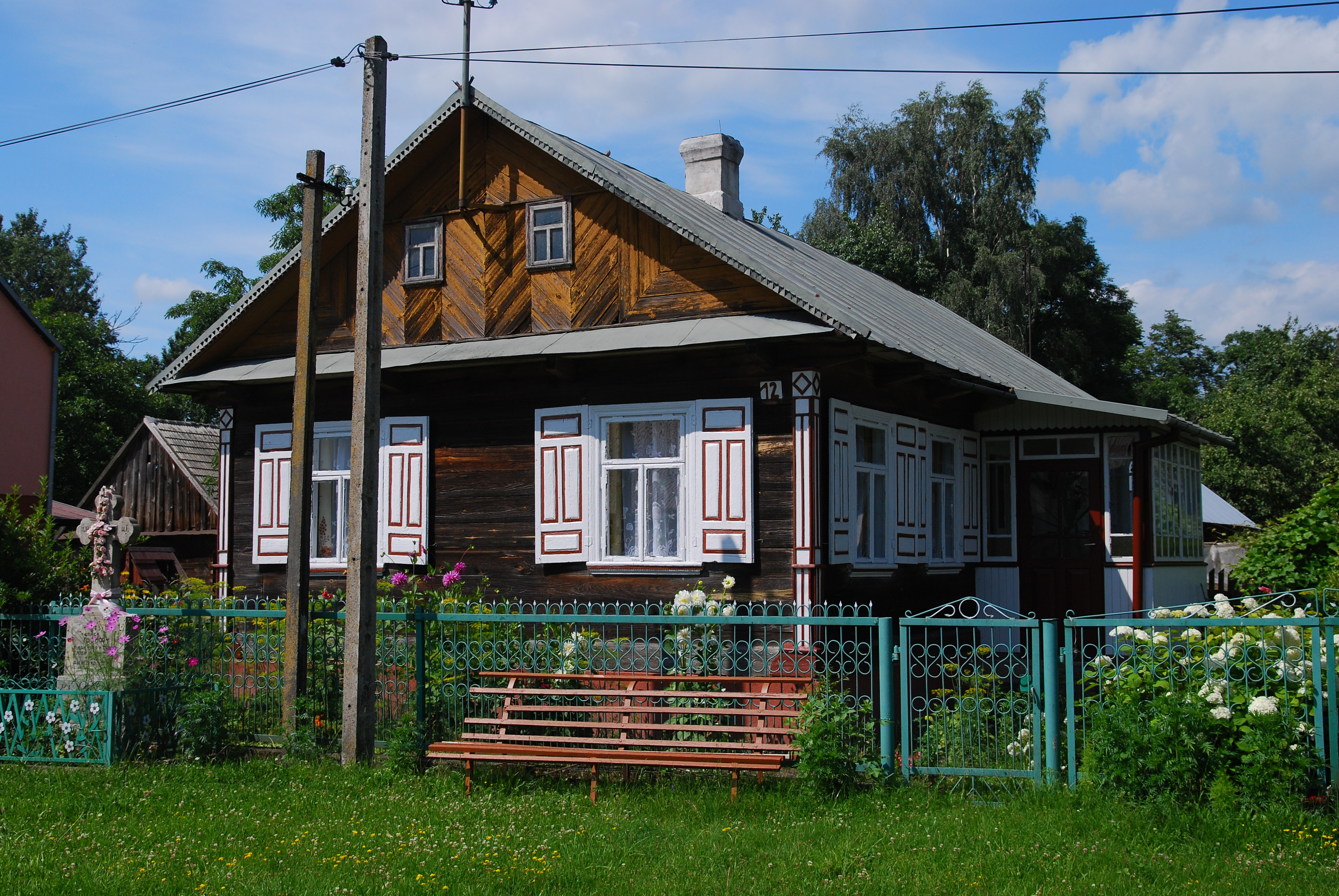
Kotówka, dom nr 12

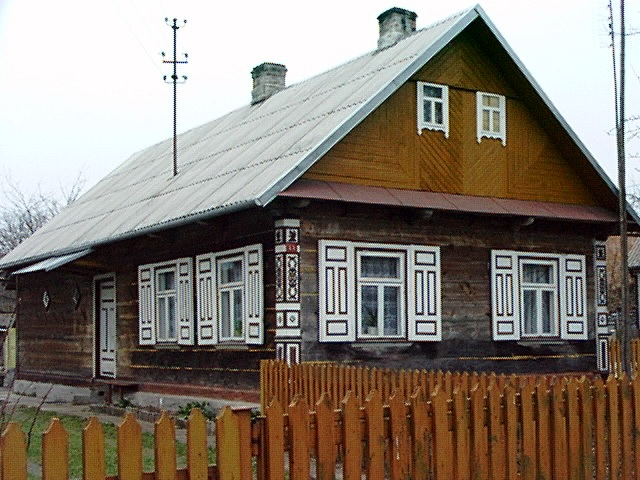
Kotówka, dom nr 13

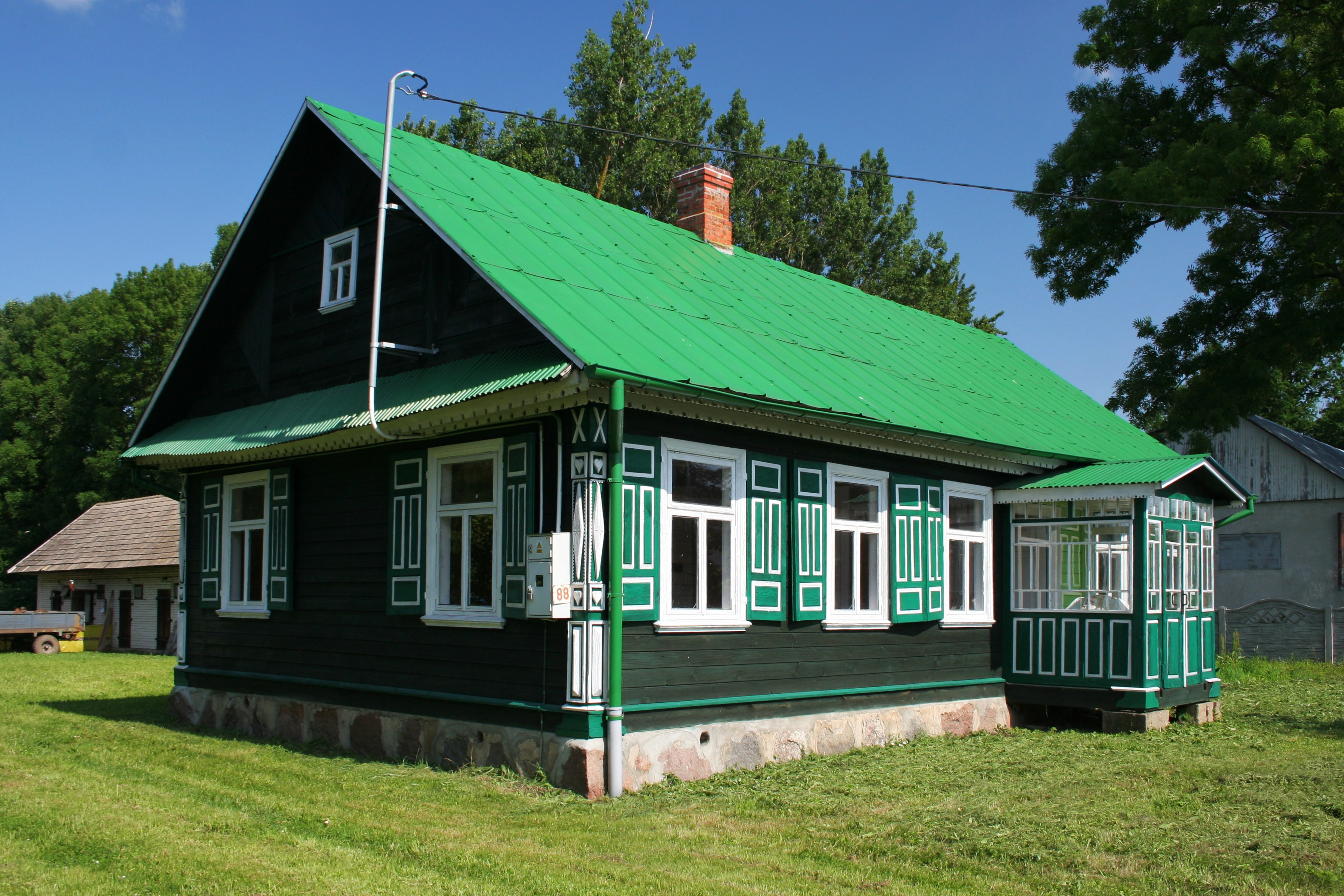
Nowoberezowo, dom nr 88

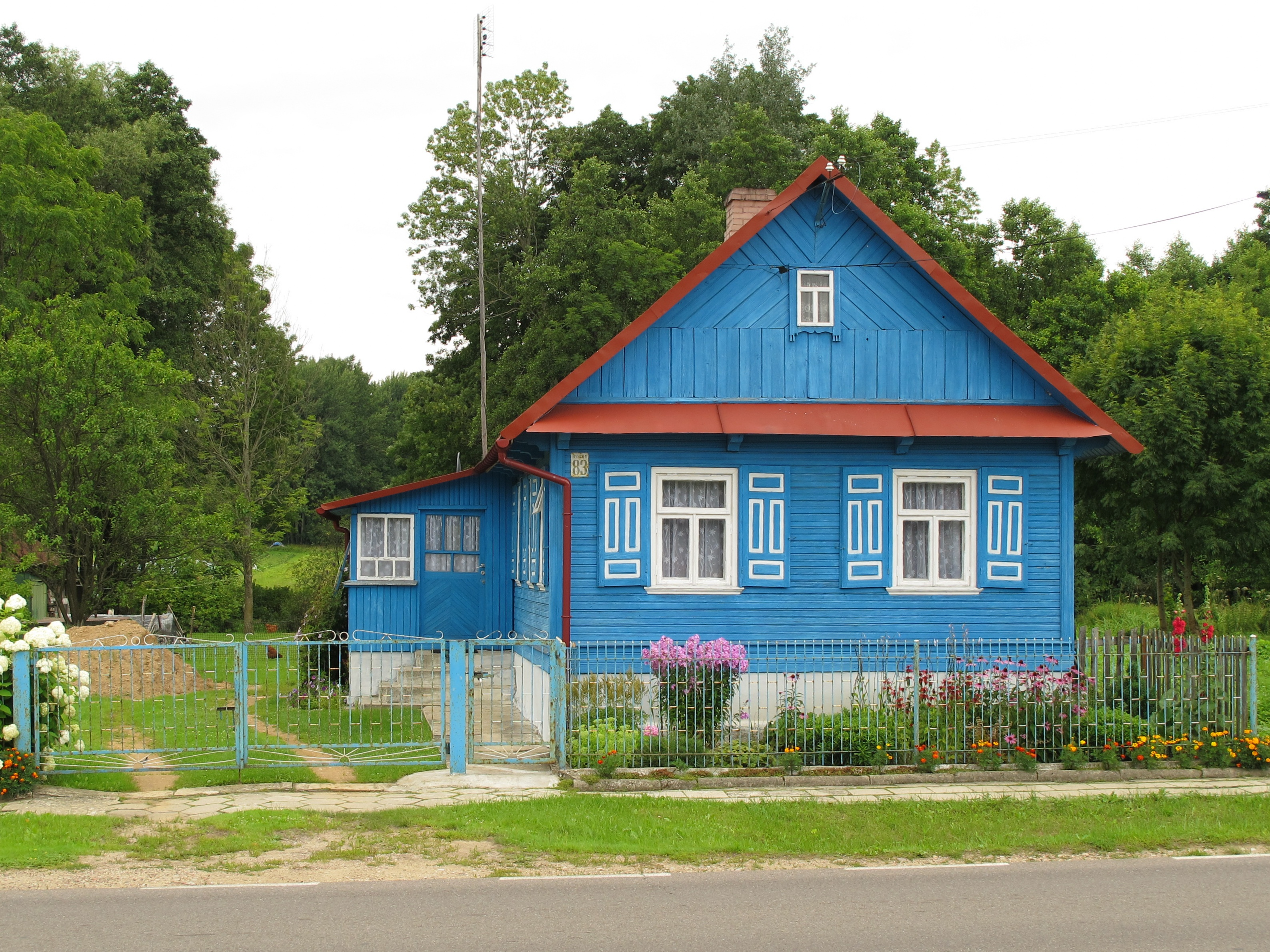
Ryboły, dom nr 83

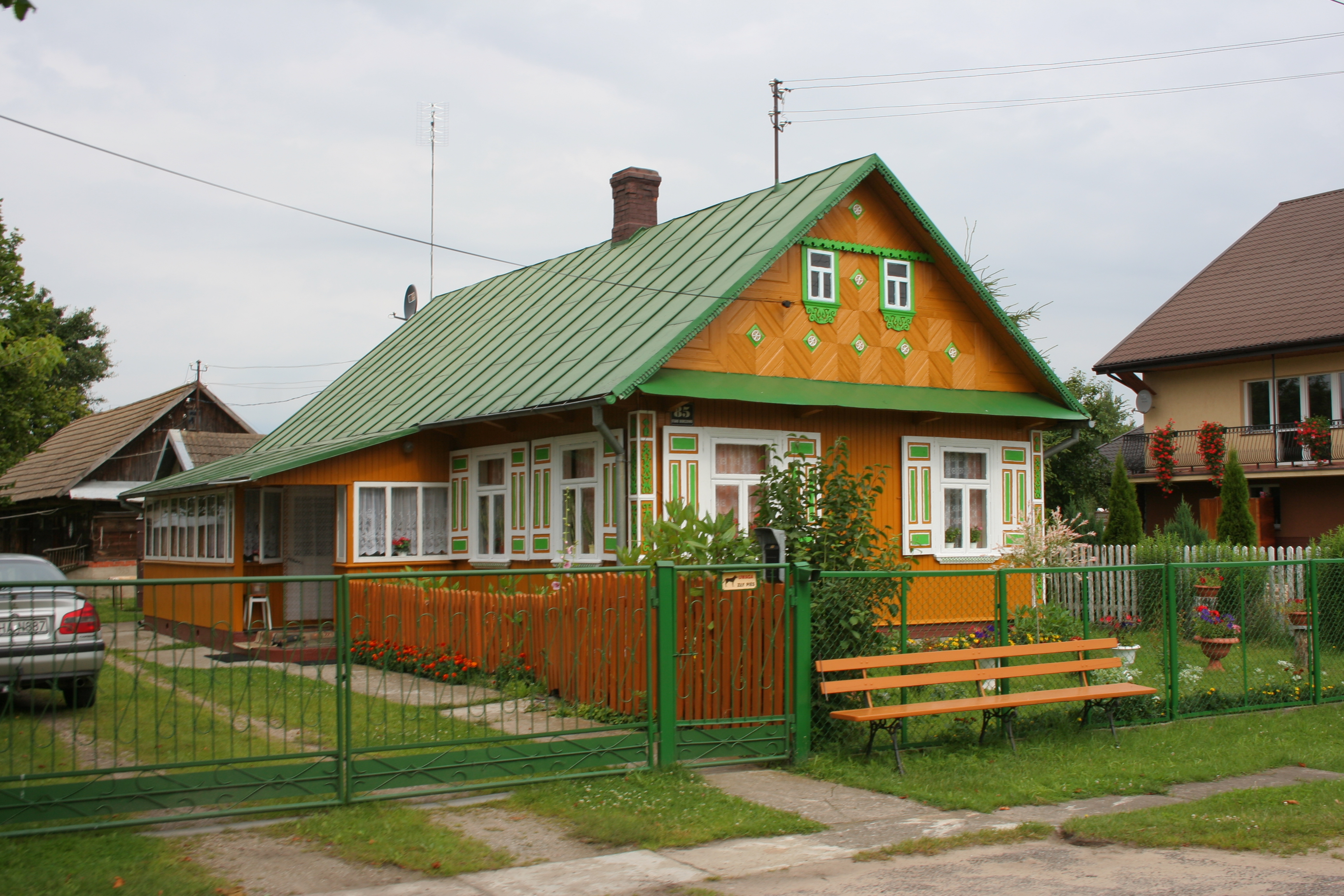
Stare Berezowo, dom nr 85

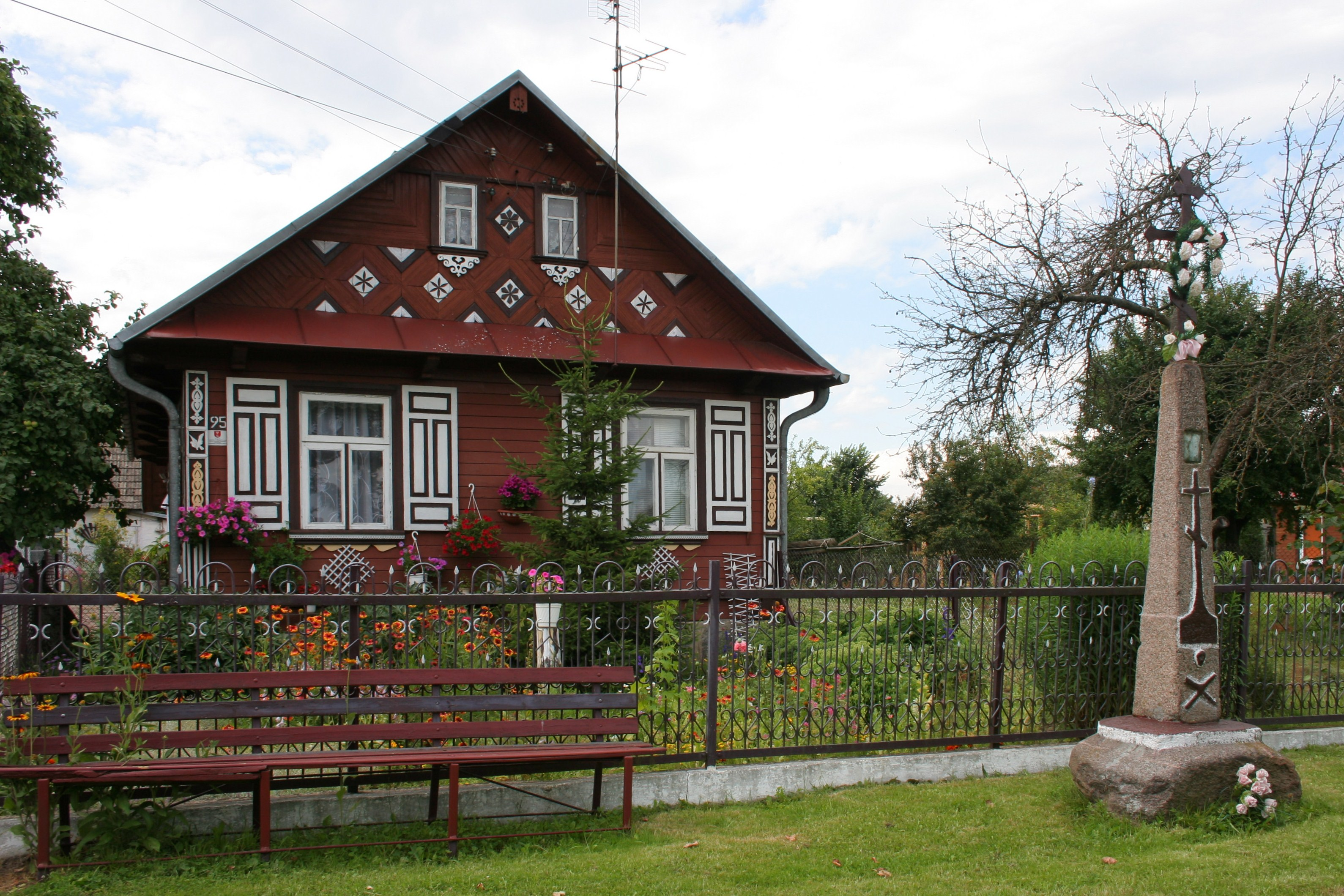
Czyże, dom nr 95

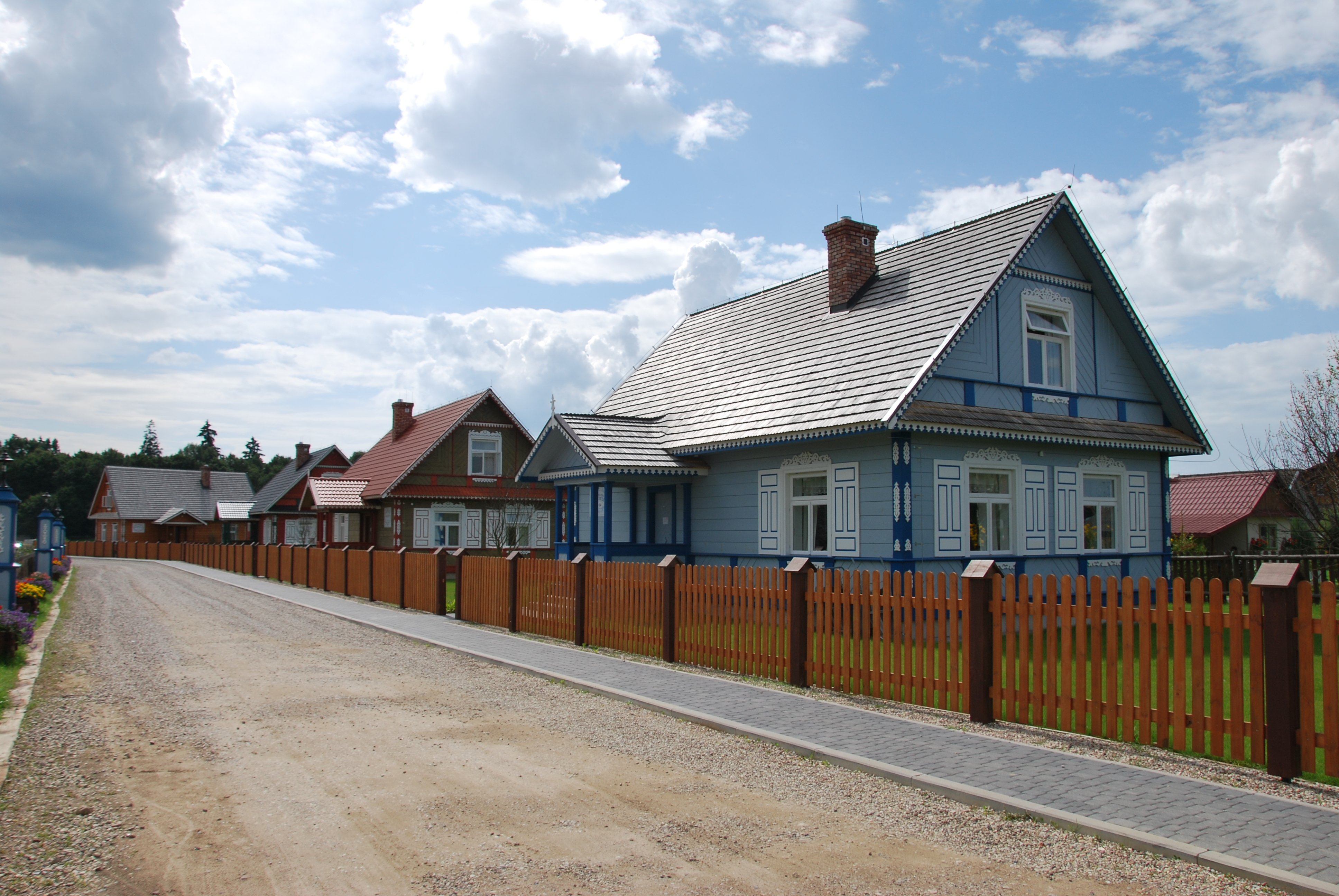
Budy

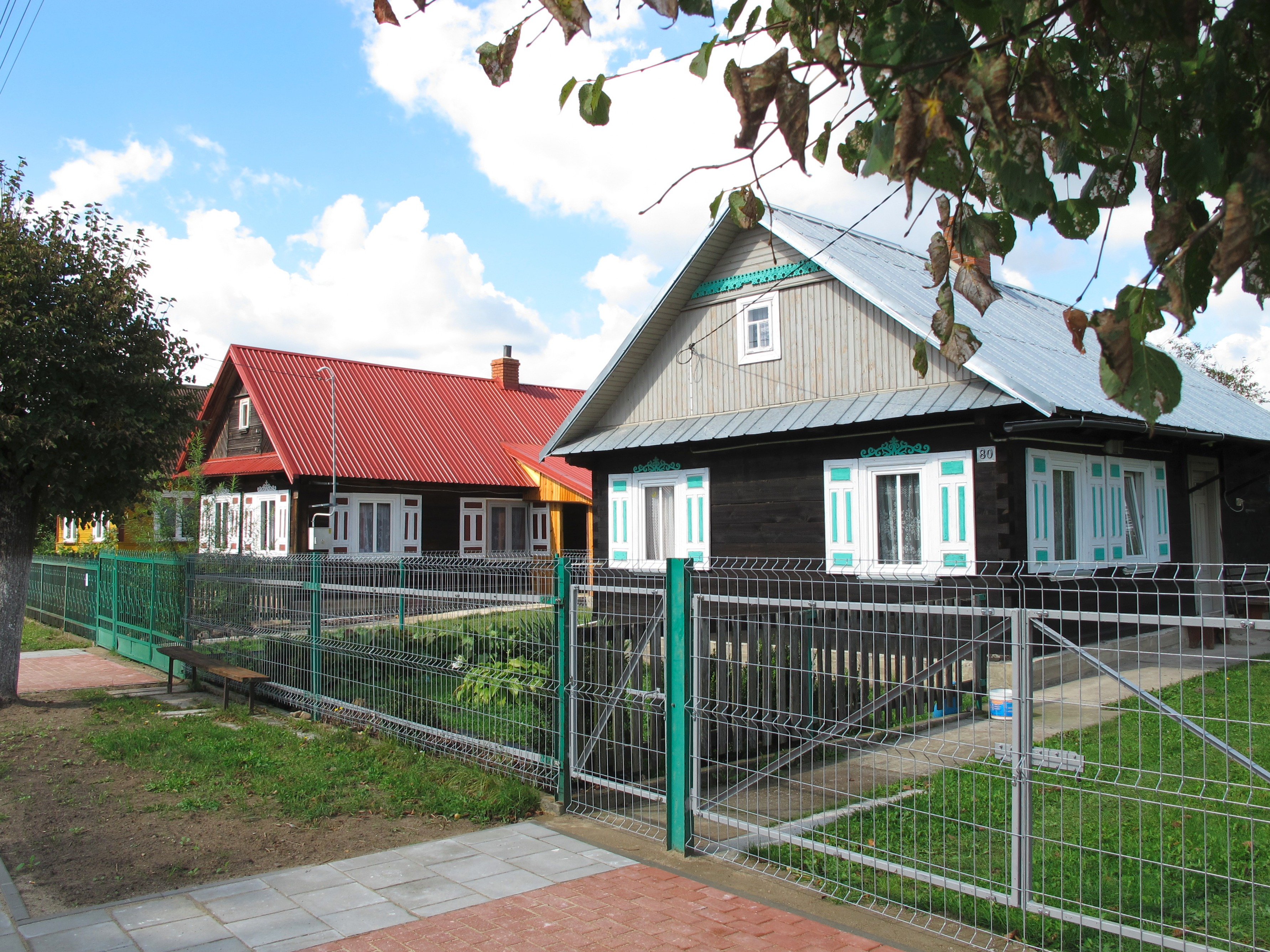
Trześcianka, domy mieszkalne

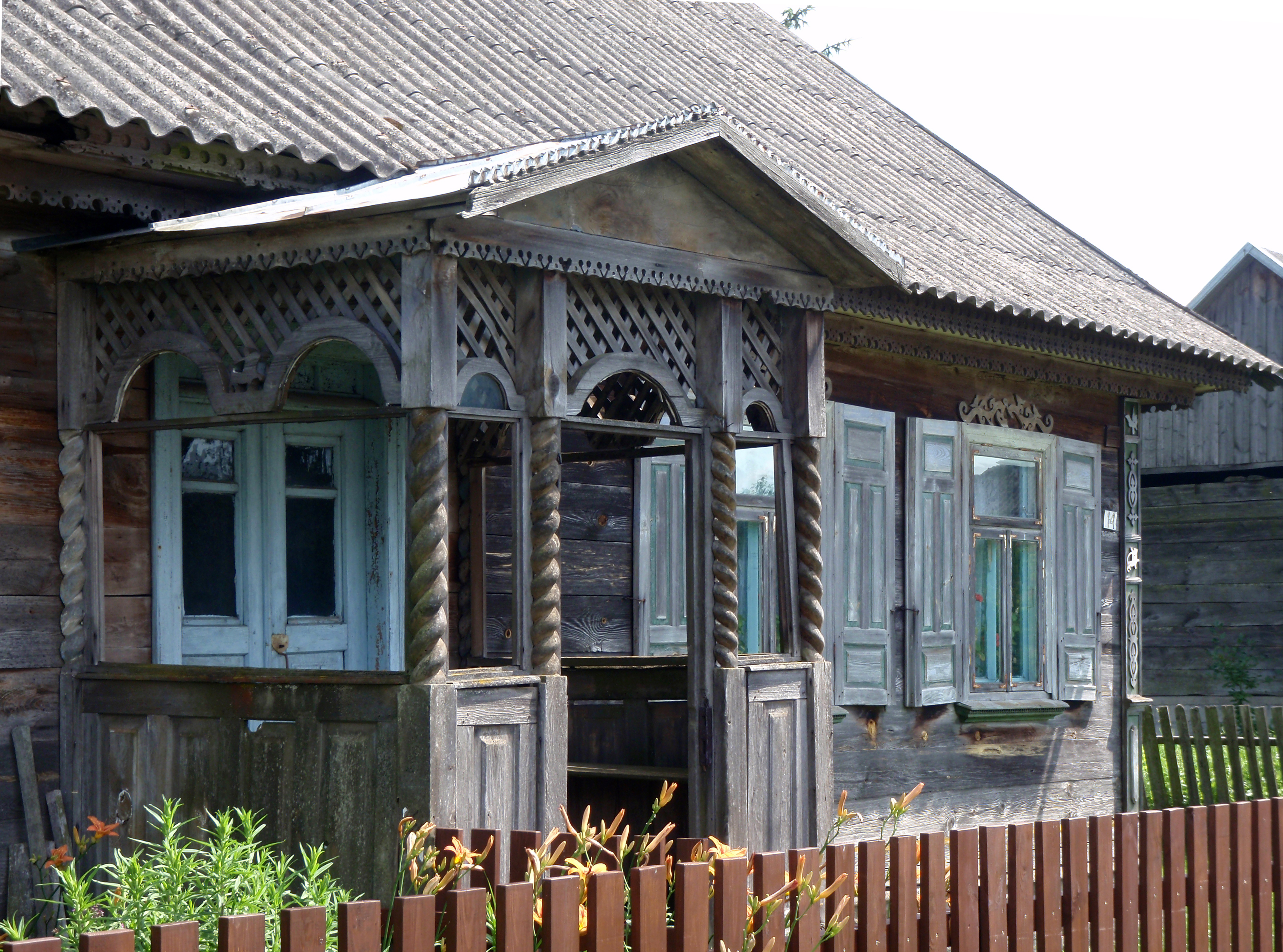
Trywieża, dom nr 14, ganek ze spiralnie toczonymi słupkami

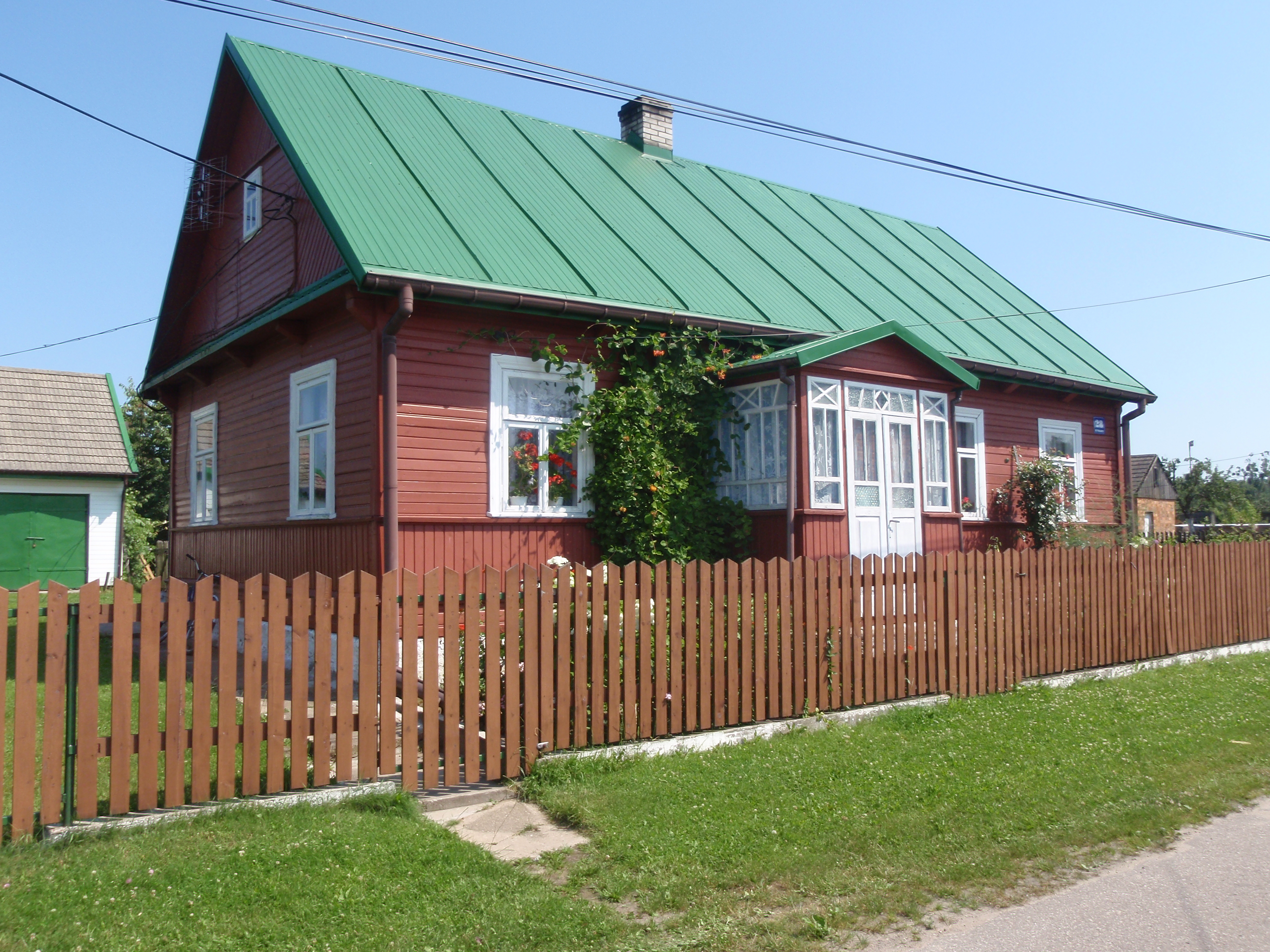
Rybaki, dom z werandą

Zdobnictwo drewnianych domów na Podlasiu – styl w architekturze ludowej, XX wieku na Podlasiu, charakterystyczny tylko dla tego regionu, którego najstarsze, zachowane przykłady pochodzą z początków XX wieku. Ozdoby i ornamenty były wycinane na deskach, które następnie malowano kontrastującym względem ścian kolorem i przybijano do drzwi, okien, szczytów, ganków, naroży i okapów. Podlaski styl zdobienia drewnianych domów zaczął zanikać po II wojnie światowej na skutek rozpowszechnienia budownictwa murowanego i migracji ludność z wsi do miast, a jego kres przypadł na lata siedemdziesiąte XX wieku.

## Ogólna charakterystyka
Na Białostocczyźnie, zwłaszcza w powiatach bielskim i hajnowskim, drewniane domy mieszkalne często są zdobione architektonicznie w sobie właściwym stylu. Jeszcze na początku XX wieku zabudowa wsi była dokonywana według utrwalonego od XVI wieku układu przestrzennego „pomiary włócznej”. Tradycja ta obejmowała również rozplanowanie pomieszczeń oraz kształty budynków. Najstarsze zachowane, zdobione domy drewniane na Podlasiu pochodzą z początków XX wieku. Z lat 1920–1940 i czasami z okresu do lat 60. pochodzą najstarsze, zachowane do dzisiejszych czasów ornamenty.
Detale zdobnicze uzyskiwano, wycinając odpowiednie wzory w deskach, które następnie przybijano do naroży domów, nad oknami, bądź wzdłuż krawędzi dachów. Szczególną wagę przykładano do zdobienia frontowych szczytów domów. Dodawane ozdoby były malowane w kolorach kontrastujących względem ścian budynku. Wszystkie detale zdobnicze tworzyły razem harmonijną kompozycję, nadając podlaskiej architekturze niepowtarzalny styl, łatwo rozpoznawalny na tle innych regionów kraju.
Do wycinania ornamentów używano pił ramowych o wąskim brzeszczocie oraz angielskich świdrów z ostro zakończoną częścią roboczą (narzędzia te pojawiły się w drugiej połowie XIX wieku). Przy wycinaniu zdobień korzystano z przygotowanego wcześniej szablonu, w oparciu o który rysowano ołówkiem kontury wycinanego detalu. Stosowanie szablonów wprowadzało powtarzalność pewnych motywów zdobniczych charakterystycznych dla danego twórcy.
Na terenie powiatów bielskiego i hajnowskiego dominuje ornamentyka geometryczno-roślinna, motywy zoomorficzne stosowano rzadziej. Wśród motywów zoomorficznych charakterystycznym jest symetryczny układ dwóch ptaków w nadokiennikach. Ten styl zdobnictwa architektonicznego dominował po lata sześćdziesiąte XX wieku. Budowane w późniejszym okresie domy zdobiono coraz rzadziej, a podczas remontu starych domów część zdobień była usuwana. W latach 90. istniało niewiele domów tego typu - głównie we wsiach leżących przy granicy z Białorusią, ze względu na obowiązujący tam zakaz remontów. Pomimo zaniku, wciąż istnieją miejscowości, w których większość budynków jest zdobiona. Jedną z owych wsi są Czyże. Kontynuacja tradycji przez miejscową ludność wpłynęła na rozwój turystyki w regionie.

## Teorie ws. źródła inspiracji
Witold Dynowski genezę zdobnictwa wyprowadzał od budynków kolejowych wznoszonych przez rosyjskich rzemieślników, nazywanych przez miejscową ludność burłakami, w drugiej połowie XIX wieku. Od burłaków pochodzą ozdobne obramowania okien, zwłaszcza nadokienniki.
Carski pałac w Białowieży stał się obiektem, który mógł pełnić rolę wzorca, a jego motywy zdobnicze wykorzystywać w charakterze inspiracji. Podobną rolę odgrywały cerkwie, które nie były wprawdzie bogato zdobione na zewnątrz, niemniej stosowane w nich nieliczne motywy były powtarzane w zdobieniach budynków mieszkalnych. Jako przykład może służyć cerkiew św. Anny i cerkiew św. Archanioła Michała w Starym Korninie, w których zastosowano listwę z ząbkowanym motywem. Ten typ zdobienia występuje też w okolicznych budynkach mieszkalnych. Za źródło inspiracji służył też wystrój wnętrz cerkwi. Według relacji najstarszych wykonawców zdobień architektonicznych, wiele motywów zaczerpnięto z religijnych wydawnictw zamieszczających dekoracyjne elementy.
Innego źródła inspiracji miało dostarczyć „bieżeństwo” (1915-1922), w ramach którego wielu mieszkańców podlaskich wiosek udało się w głąb Rosji, na ogół do guberni leżących po obu stronach Uralu. Poznano tam bogate zdobnictwo architektoniczne rosyjskich wsi i miast. Miało to wpływ na rozwój zdobnictwa budynków mieszkalnych na Białostocczyźnie w okresie międzywojennym. „Bieżeńcy” wracali do zniszczonych domów, które należało odbudować i przy których odbudowie wprowadzono elementy zdobnicze. „Bieżeństwo” było też punktem zwrotnym w świadomości mieszkańców regionu. Odrzucony został ksenofobiczny konserwatyzm, wytykany dawniej mieszkańcom podlaskich wsi, zaakceptowano nowe rozwiązania architektoniczne. Pierwsze maszyny pojawiły się po powrocie z „bieżeństwa”.
Owe wzory ozdobień architektonicznych zostały wykorzystane przez miejscowych rzemieślników. Zdobnictwo uzyskało cechy indywidualne i charakterystyczne tylko dla tego obszaru.
Miejscowi rzemieślnicy wprowadzali czasem swoje własne pomysły. Fiodor Siegień z Rzepisk był cieślą i zajmował się budowaniem domów. Podczas I wojny światowej służył w rosyjskiej armii i trafił do niewoli niemieckiej. W niewoli nauczył się sztuki zegarmistrzowskiej. Po powrocie do domu w 1921 sporządził dla siebie zegar i powiesił go na szczycie swego domu. Podobne zaczął robić również i dla innych ludzi. Białoruski tygodnik „Niwa” w roku 1963 zachęcał swoich czytelników, by korzystać z usług Fiodora Siegienia i zamawiać u niego zegary dla swoich domów.

## Architektoniczne elementy zdobnicze
Jedną z najstarszych, zachowanych do dziś, zdobionych części domu były naroża, do których przybijano pionowo ułożone deski. Początkowo zdobienie naroży polegało na profilowaniu krawędzi desek w kształcie falistej linii bądź ząbkowaniu. Co najmniej od początku XX wieku naroża były bogato zdobione. Dekoracje były stanowione przez motywy geometryczno-roślinne. Na obu deskach naroży występowały identyczne motywy zdobnicze, rozmieszczone symetrycznie. Deski naroży dzielone były na kilka, zazwyczaj cztery pola zdobnicze, oddzielone od siebie listwami. W każdym polu umieszczano jeden element zdobniczy.
Najstarsze, zachowano okna posiadają listwy podokienne z ząbkowanym wycięciem. Na przełomie XIX i XX wieku rozpowszechniły się okiennice. W wyglądzie okiennic zasadnicze znaczenie ma układ płycin, tj. desek o mniejszej grubości od ramy. Dwie z nich były ułożone poziomo, a dwie pionowo. Pionowe płyciny były dłuższe. Głównym elementem zdobniczym okien były nadokienniki i podokienniki. Najstarsze miały formę ząbków bądź kolistych otworów, młodsze są zachowane do dzisiaj motywy roślinne i zoomorficzne.
Drzwi zewnętrzne w XIX wieku były wytwarzane z trzech lub czterech szerokich desek ułożonych pionowo. Jedynym elementem zdobniczym były metalowe wykładki zamków zapadkowych. Wykładki miały kształt liścia lub głowy ptaka. Jeszcze w XIX wieku do desek tworzących podstawę konstrukcyjną drzwi przybijano warstwę z deseczek ułożonych w kształcie rombu. Na początku XX wieku zaczęto montować drzwi z płycinami, a w bogatszych domach drzwi dwuskrzydłowe. Płyciny malowano w kolorze kontrastującym z pozostałą, białą powierzchnią drzwi.

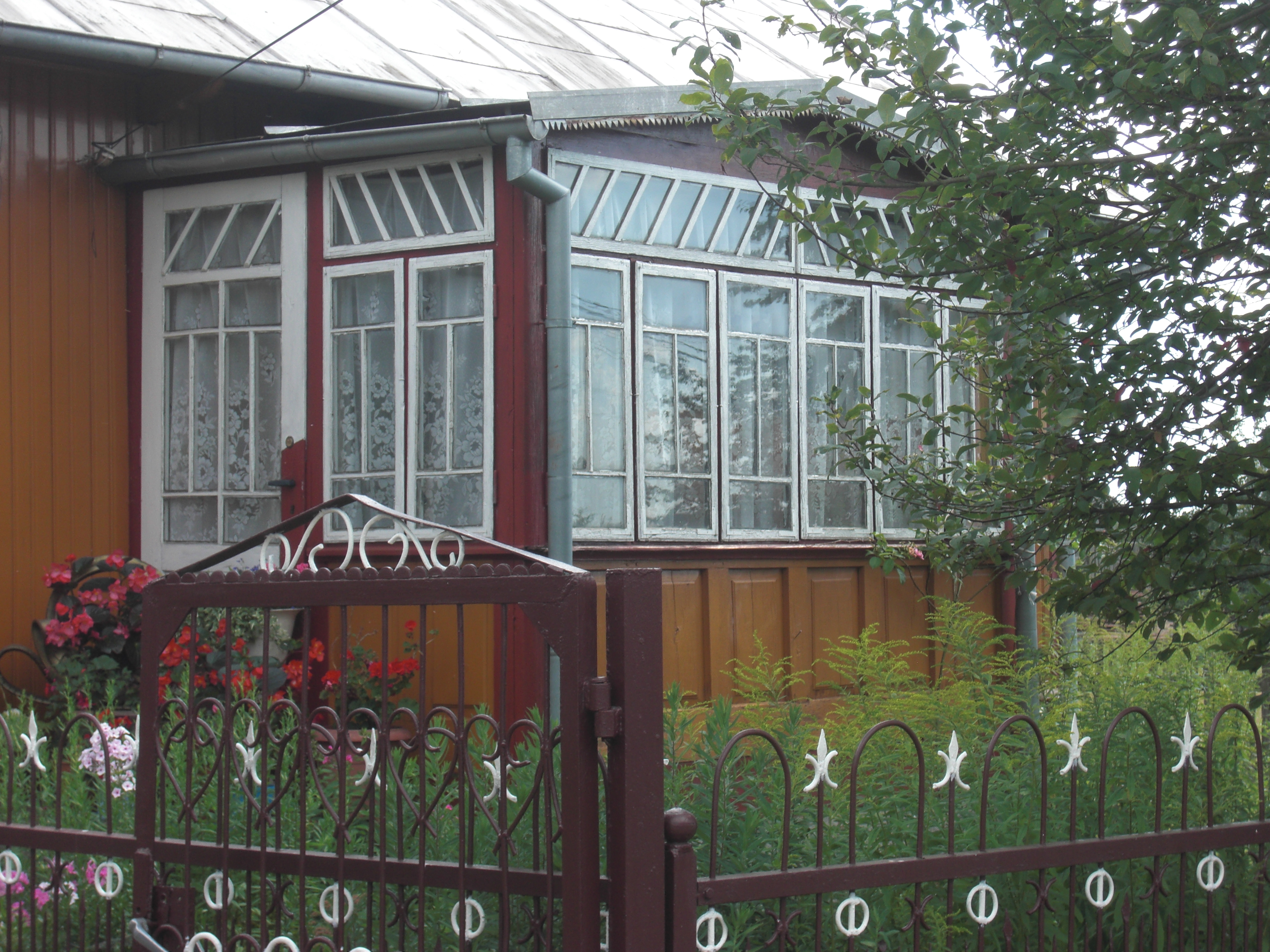
Ganek we wsi Grabowiec

Do najbardziej dekoracyjnych części domu należały ganki. Najpierw miały one proste słupki, zwykle oszalowane do połowy wysokości, na których wspierał się dwuspadowy daszek. W miarę rozwoju zdobnictwa zwiększano liczbę elementów dekoracyjnych ganku. W następnym etapie ganki zaczęto zabudowywać oszklonymi ściankami. Oszklone ganki nazywano werandami. Dla wzmocnienia efektu używano czasem szybek w różnych kolorach. Weranda zawierała zwykle od 100 do 160 szybek. Najbardziej skomplikowane pod względem architektonicznym werandy przekraczały nawet 300 szybek i miały podobną liczbę drewnianych komponentów. Zarówno werandy jak i otwarte ganki zdobiły dom. Werandy rzadko służyły celom użytkowym, częściej służyły jako przestrzeń reprezentacyjna, w której znajdowały się przystrojone meble, donice z kwiatami, wiązanki święconego ziela, zabawki i różne elementy, które w danym czasie uchodziły za modne w danej wsi (np. przywożone zza wschodniej granicy samowary). Ważnym elementem wyposażenia były firany, dające półcień we wnętrzu, chroniły przed muchami, a ponadto pełniły również rolę zdobniczą. Przeszklone werandy pojawiły się w latach 30 XX wieku. Rozpowszechniły się we wczesnych latach powojennych, przede wszystkim w większych wioskach leżących przy szerokich drogach (Ryboły, Dubiny, Klejniki).
Werandy i ganki nie są tak charakterystyczne dla wschodniego Podlasia jak zdobienia szczytów, okien i naroży. Niektóre domy w miasteczkach, a czasem także we wsiach posiadają po dwa ganki lub dwie werandy.

## Motywy zdobnicze
Motywy zdobnicze można podzielić na cztery grupy: geometryczne, roślinne, zoomorficzne i antropomorficzne. Najczęstszymi są motywy geometryczne i niemal równie często spotykane są motywy roślinne. Znacznie rzadziej stosowano motywy zoomorficzne, a najrzadziej – antropomorficzne. Motywy geometryczne stanowione były przez prostokąty, kwadraty, trójkąty, okrągłe otwory i inne figury geometryczne, jak np. znaki zapożyczone z talii kart. Motywy roślinne, to liście i wijące się łodygi, motywy zoomorficzne stanowione są przez ptaki (gołębie, koguty, orły) oraz zwierzęta (wiewiórki, zające, konie). We wsi Zbucz znajduje się dom, na którego szczycie przedstawiono dwóch wędkarzy, natomiast w nadokiennikach – myśliwych. Bardzo rzadkim motywem są inicjały wykonawcy zdobień bądź właściciela domu (w narożach).

## Koniec zdobnictwa

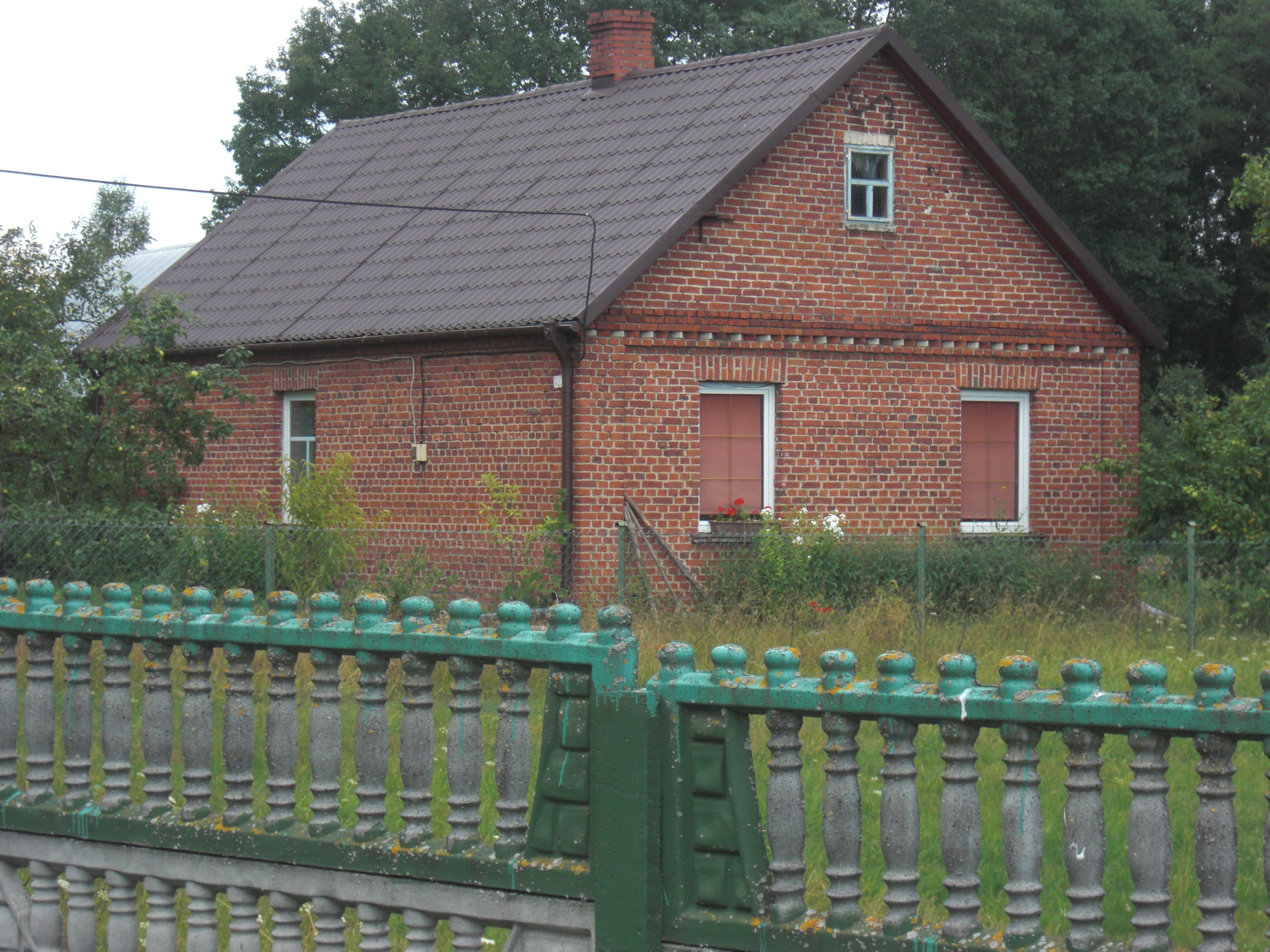
Grabowiec, przykład „murowanki”

Po II wojnie światowej wprowadzono na szerszą skalę nowe materiały budowlane, które zaczęły wypierać drewno. Pojawiły się budynki murowane zrywające z dotychczasową regionalną tradycją. Również przeprowadzane remonty starych drewnianych domów nie sprzyjały zachowaniu zdobień, które przy tej okazji często usuwano. Migracja z wsi do miast trwając od XX wieku nie sprzyjała podtrzymaniu tradycji.

## Dziedzictwo kulturowe i opinie na jego temat

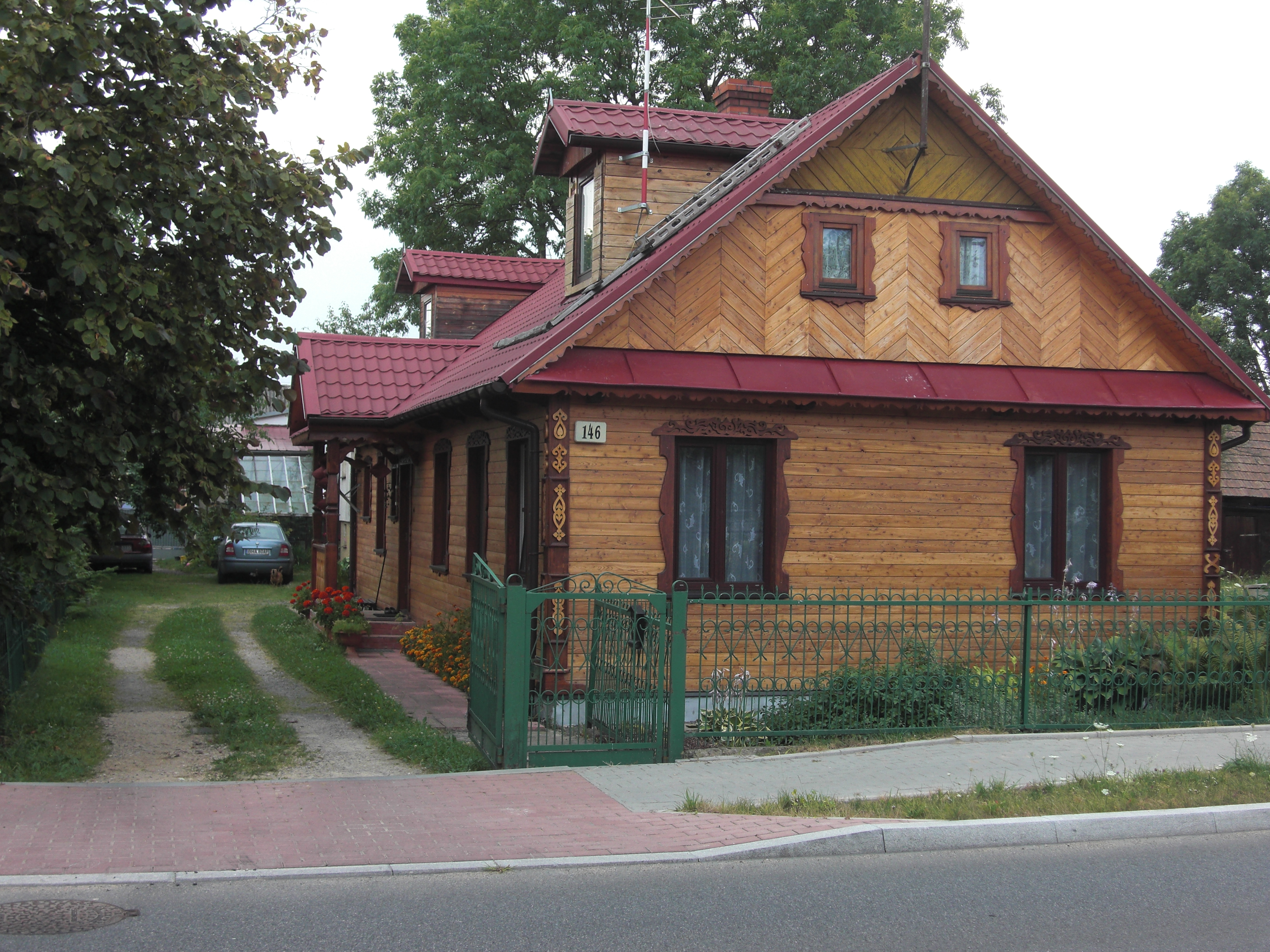
Nowosady 146 (2014)

Moda na zdobienie chat minęła w latach sześćdziesiątych XX w. W międzyczasie zdobione chaty wrosły na tyle w krajobraz wsi położonych wokół Puszczy Białowieskiej, że zaczęto je postrzegać jako nieodłączny element architektonicznego krajobrazu. Mimo to aż do końca XX wieku zdobnictwo architektoniczne drewnianego budownictwa na Białostocczyźnie nie było przedmiotem szczególnego zainteresowania. Dopiero wtedy zauważono, że jest to element lokalnej tradycji, konieczny do zachowania i konserwacji.
Oceny dziedzictwa są niespójne i nie zawsze są oparte na wiedzy na temat kultury Podlasia. Obrazy kultury w większych miastach wschodniej i południowej Białostocczyzny tworzyli Żydzi, natomiast wiejskiej – Rusini, w Bohonikach, Kruszynianach i Drahlach – Tatarzy, w Proniewiczach i Kotłach – Cyganie, w Kletnie i miasteczkach – Niemcy. W efekcie lokalna kultura na Podlasiu jest niejednorodna, o różnorodnej genezie, przerywanej ciągłości, na którą wpływ miały konflikty zbrojne i klęski żywiołowe. Elementy te komplikują ocenę dziedzictwa. Jarosław Szewczyk zauważył, że już XIX-wieczni autorzy – jak np. Władysław Matlakowski – niepokoili się zjawiskiem wchłaniania obcych wzorców oddziałujących na miejscową kulturę i zanikaniem „zabytków minionych czasów”.  Analizy rewitalizacji kultury często mają charakter jedynie hipotetycznych rozważań.
Badaniem architektury ludowej na Podlasiu zajmuje się Artur Gaweł, pracownik Białostockiego Muzeum Wsi (oddział Muzeum Podlaskiego w Białymstoku) oraz Jarosław Szewczyk z Wydziału Architektury Politechniki Białostockiej. W 2007 roku ukazała się bogato ilustrowana praca Artura Gawła.